# سورين راسموسن
سورين راسموسن (بالدنماركية: Søren Rasmussen)‏ مواليد 12 أغسطس 1976، هو لاعب كرة يد دانمركي يلعب كحارس مرمى. مثل منتخب الدنمارك لكرة اليد. حقق المركز الثاني في بطولة العالم لكرة اليد للرجال 2011.

## الإنجازات
- الدوري الدنماركي لكرة اليد:
  -  ذهبية: 2015–16

## روابط خارجية
- سورين راسموسن على موقع الاتحاد الأوروبي لكرة اليد (الإنجليزية)